# Chica secreta
Chica secreta (僕になった私 Boku ni natta watashi) es un manga shōjo de la autora Ako Shimaki (嶋木 あこ, Shimaki Ako), publicado por primera vez en Japón durante los años 2005 y 2006 en la revista Cheese. Publicado en España por la Editorial Ivrea con traducción de Marcelo de Vicente en el primer tomo. La traducción del resto de la serie corrió a cargo de Alessandra Moura y Salomón Doncel-Moriano Urbano. El manga consta de 16 capítulos que relatan la vida de Momoko Takanashi mientras suplanta a su hermano mellizo en una escuela privada masculina.  

## Argumento
Momoko Takanashi es una chica común y corriente cuya vida dará un giro inesperado tras la huida de su hermano mellizo Akira, quien iba a asistir a una escuela privada masculina. Este se niega y huye de casa, por lo que la madre de Momoko la obliga a suplantar a su hermano hasta que este recapacite y vuelva a casa.
De este modo, Momoko termina asistiendo en lugar de su hermano, con el pelo cortado y sirviéndose de una banda para disimular sus pechos. Para colmo, debe compartir habitación con su compañero, Kunio Itou, un chico rudo que es muy popular entre las chicas y que tras enterarse de la condición de Momoko le propone guardar el secreto a cambio de que ésta sea su esclava.
A medida que avanza la serie sus sentimientos hacia Momoko van cambiando, ya sea porque su carácter empieza a suavizarse, y en el correr de la historia acaba salvándole de un sinfín de problemas.

## Personajes principales
Momoko Takanashi: Es una chica común y corriente, algo celosa de su hermano mellizo que es más inteligente. Ella está feliz por asistir a su nueva escuela, pero debido a la desaparición de su hermano tiene que reemplazarlo, cambiando su apariencia a la de un chico. Todo parece ser horrible el primer día, hasta que se reencuentra con Itou, un chico que la salvó de ser atropellada. 
Kunio Itou: Un chico muy atractivo y con excelentes notas. Conoce a Momoko en la calle, la rescata de que un auto la arrolle, pero ella reacciona mal porque él le dice: «¡Casi te matas estúpida!», así que prefiere escapar y no volver a verlo nunca más. Cuando Momoko tiene que reemplazar a su hermano mellizo a la fuerza (Akira Takanashi) se entera de que su compañero de cuarto es nada más ni nada menos que Itou, él lo ve parecido a la chica que rescató, pero en ese momento no tiene pruebas suficientes.
Yusuke Saeki: Es el representante de los dormitorios. Un chico muy atractivo y extranjero que está interesado en Momoko, ya que el primer día que la conoce se da cuenta de que es diferente, o sea, que no es un chico. En la historia soborna a Momoko para poder salir con ella, pero Itou lo amenaza con una foto "comprometedora" para que la deje tranquila y no la acuse de que es una chica.
Akira Takanashi: Es el hermano de Momoko. El primer día que tiene que asistir a una escuela privada masculina prefiere huir, ya que su verdadero sueño es ser fotógrafo profesional, pero su madre no lo aprueba: por eso escapa, dejando que Momoko haga frente a la situación.
Kawakami: Es un chico homosexual que está obsesionado con Itou, celoso de la relación que lleva con Momoko. Al principio hace lo imposible por conquistar a Itou, ya que piensa que él también es homosexual, pero termina enamorándose de Momoko (también cree que es homosexual), otro amor imposible.
Director Shinri: Es el hermano mayor de Yusuke Saeki, es el nuevo director de la escuela privada masculina. Saeki advierte a Itou y a Momoko que su hermano es muy estricto, para que tengan cuidado. Al nuevo director no se le escapa nada y se da cuenta de que Momoko es una chica, por lo que le exige que se someta al examen médico.